# Cassivellauno
Cassivellauno (... – post 48 a.C.) è stato un principe e condottiero britanno che guidò la resistenza contro la seconda invasione dell’isola da parte delle legioni di Gaio Giulio Cesare, che era impegnato nella conquista della Gallia.
Col nome di Cassibelano o Cassibelauno, questo personaggio compare anche nella semi-leggendaria Historia Regum Britanniae di Goffredo di Monmouth come re dei britanni, nel Mabinogion e nelle Triadi gallesi col nome di Caswallawn, figlio di Beli Mawr.

## Il personaggio storico
Cassivellauno è il primo britanno a essere menzionato sulla scena storica. Di lui parla Cesare nel De bello Gallico, dicendo che fu a capo della resistenza armata britannica contro di lui. Cesare non dice a quale tribù appartenesse Cassivellauno, ma afferma che egli regnava nel territorio a nord del fiume Tamigi, quello che poi sarebbe stato occupato dal popolo dei catuvellauni. Cesare dice anche che, prima dell'invasione, Cassivellauno aveva combattuto contro le altre tribù ed era divenuto sovrano di quella all'epoca più potente, i trinovanti. Allora Mandubracio, figlio del precedente re, si recò da Cesare in Gallia. Dopo lo sbarco nell'isola e a dispetto della guerriglia scatenatagli contro da Cassivellauno, Cesare marciò verso il Tamigi e lo attraversò, ottenendo la sottomissione di cinque tribù (cenimagni, segonziaci, ancaliti, i bibroci e cassi), che gli rivelarono l'ubicazione del nascondiglio di Cassivellauno. Il re ribelle fu allora assediato nella sua fortezza e alla fine dovette arrendersi. I britanni diedero ostaggi a Cesare e accettarono di pagargli un tributo. Mandubracio fu rimesso sul trono paterno, mentre a Cassivellauno furono lasciati i territori a nord del Tamigi, a patto che egli non infastidisse più Mandubracio. A questo punto Cesare tornò in Gallia.

## La figura leggendaria

### Historia Regum Britanniae
Col nome Cassibelano o Cassibelauno, questo personaggio compare nella semi-leggendaria Historia Regum Britanniae di Goffredo di Monmouth, come figlio più giovane di re Heli di Britannia. Egli salì però sul trono solo dopo la morte del fratello maggiore, Lud, dato che i figli di quest'ultimo, Androgeo e Tenvanzio erano ancora troppo giovani per regnare. Androgeo divenne duca del Kent e di Trinovantum (Londra) e Tenvanzio duca di Cornovaglia.
Conquistata la Gallia, Cesare inviò una lettera a Cassibelano con la quale gli ordinava di pagargli un tributo. Il re ovviamente rifiutò, adducendo il fatto che sia i britanni sia i romani discendevano dai troiani: i primi da Bruto e i secondi da Enea. Cesare, allora, invase l'estuario del Tamigi. Durante lo scontro, il fratello di Cassibelano, Nennio, si scontrò con Cesare e fu ferito gravemente alla testa, ma solo dopo aver ucciso molti romani, tra cui il tribuno militare Labieno. La notte stessa Cesare fece rotta per la Gallia. Nannio morì per la ferita e fu sepolto insieme alla spada che aveva strappato in combattimento a Cesare e che fu chiamata Crocea Mors (cioè Morte gialla).
Due anni dopo Cesare tornò in Britannia con un esercito molto più forte di quello precedente, ma fu respinto. I britanni ringraziarono gli dèi con sacrifici di animali e giochi a Trinovantum. Durante i giochi, il nipote di Cassibelano, Hirelglas, fu ucciso dal nipote di Androgeo, Cuelino. Cassibelano decise di processare Cuelino e chiese a Androgeo di consegnarglielo, ma Androgeo rifiutò, dicendo che lo avrebbe processato lui stesso a Trinovantum. Cassibelano mosse allora guerra ad Androgeo, che chiese aiuto a Cesare.
Per la terza volta il romano invase la Britannia, sbarcando a Richborough. Cassibelano fu sconfitto in battaglia e assediato per due giorni in una fortezza. Alla fine si arrese a Cesare e accettò di pagargli un tributo. Dopodiché i due divennero amici.
Sei anni dopo Cassibelano morì e venne sepolto a York. Androgeo si era però recato a Roma con Cesare e quindi sul trono di Britannia salì Tenvanzio.

### Letteratura gallese
Cassivellauno compare nelle Triadi gallesi, nel Mabinogion e nelle versioni in gallese dell'opera di Goffredo di Monmouth col nome Caswallawn, figlio di Beli Mawr. Nel Mabinogion è presentato come un usurpatore, che strappa il trono di Britannia al legittimo re, Brân il Benedetto, impegnato a guerreggiare in Irlanda. Elimina uno dopo l'altro gli uomini che il re aveva lasciato a guardia del regno.
Le Triadi gallesi parlano invece di lui facendo riferimento alle invasioni cesariane della Britannia e dicono che salpò dall'isola con 21.000 uomini per inseguire Cesare e che non fece più ritorno. Una compilazione più tarda delle Triadi (XVIII secolo), opera di Iolo Morganwg, dà una versione più ampia di questi eventi, dicendo che Caswallawn uccise seimila romani perché Cesare aveva rapito e portato in Gallia il suo amore, Fflur, e che il romano invase poi la Britannia in risposta a questo massacro.